# 卡尔达罗-苏拉斯特拉达-德尔维诺
卡尔达罗-苏拉斯特拉达-德尔维诺（義大利語：Caldaro sulla Strada del Vino），常简称为卡尔达罗，是意大利北部南蒂罗尔的一个市镇，位于其省会博尔扎诺的西南方约12公里处。总面积47平方公里，人口7572人，人口密度161.1人/平方公里（2009年）。ISTAT代码为021015。

## 友好城市
- 德国黑彭海姆 1971年